# Intolerancia a la proteína lisinúrica
La intolerancia a la proteína lisinúrica (IPL), también conocida como aminoaciduria dibásica de tipo 2 o aminoaciduria catiónica es un desorden metabólico autosómico recesivo que afecta al transporte de aminoácidos. 
Se han reportado alrededor de 140 pacientes, aproximadamente la mitad de los cuales eran de origen finés. Asimismo, se han reportado algunos individuos afectos en Japón, Italia, Marruecos y el norte de África.

## Características
La IPL se suele presentar tras el destete, pudiendo darse episodios diarreicos e incluso coma tras la ingesta de comidas ricas en proteínas, malnutrición, aversión a la comida rica en proteínas, hepatosplenomegalia, hipotonía muscular y retraso del crecimiento. Con el tiempo, pueden aparecer osteoporosis, afecciones pulmonares y renales, anormalidades hematológicas e incluso pancreatitis aguda.

## Diagnóstico
El diagnóstico de la enfermedad puede establecerse mediante pruebas bioquímicas, como es la medida de la concentración de amonio en plasma, que suele ser elevada tras una comida rica en proteínas. Estas concentraciones plasmáticas de aminoácidos catiónicos, como son la ornitina, la arginina y la lisina, están por debajo de las normales para la edad, pero pueden encontrarse dentro de los parámetros normales. Por otro lado, las concentraciones de glicina, serina, prolina, alanina, glutamina y citrulina presentan un incremento frente a la concentración normal. Asimismo, la excreción de ácido orótico en la orina aumenta, al igual que la excreción de aminoácidos catiónicos, especialmente de la lisina. Otros compuestos que aparecen alterados en los niveles de plasma son la globulina fijadora de tiroxina (TBG), lactado deshidrogenasas (LDH) y ferritina, que aumentan. También es frecuente observar hipertrigliceridemia e hipercolesterolemia.
A nivel molecular, SLC7A7 es el único gen en el cual las mutaciones están asociadas a la enfermedad. Los tests moleculares identifican dos mutaciones que se observan en más del 95 % de los individuos que presentan las alteraciones bioquímicas asociadas a IPL.

### Diagnóstico clínico

La Intolerancia a la proteína lisinúrica se transmite con un patrón autosómico recesivo

El diagnóstico de la IPL se basa en hallazgos clínicos y bioquímicos y, recientemente, en los tests moleculares.
La LPI se suele presentar tras el destete o la alimentación con fórmula infantil, de forma variable y con cuadros clínicos no específicos que incluyen:
- Vómitos recurrentes y episodios diarreicos
- Episodios de estupor y coma tras comidas ricas en proteínas
- Aversión a la comida rica en proteínas
- Retraso del crecimiento
- Hipotonía muscular

El diagnóstico de IPL no suele sospecharse por los hallazgos clínicos en sí mismo y puede pasar inadvertida durante la infancia a menos que halla implicaciones neurológicas que deriven en una evaluación diagnóstica que incluya la determinación de la concentración en sangre de amonio. En algunos casos, el diagnóstico se da en la edad adulta. Al cabo del tiempo, pueden descubrirse nuevas presentaciones clínicas como:
- Escaso crecimiento
- Osteoporosis temprana
- Afecciones pulmonares subclínicas
- Afecciones renales
- Síndrome de linfohistiocitosis hemofagocítica o de activación macrofágica

### Pruebas Bioquímicas
Individuos afectos
- Concentración de amonio en el plasma, que suele ser elevada tras la ingesta de comidas ricas en proteínas. En ayuno, los valores son normales.
- La excreción de ácido orótico en la orina es normalmente elevada.
- Concentraciones de aminoácidos en plasma
  - Los aminoácidos catiónicos están por debajo de lo normal para la edad aunque pueden estar dentro de los parámetros normales.
  - Las concentraciones de prolina, alanina, glutamina, citrulina, glicina y serina son elevadas.
- La excreción en la orina de aminoácidos suele estar incrementada, especialmente de la lisina.
- Otros
  - Las concentraciones plasmáticas de TBG, LDH y ferritina son elevadas
  - Anemia normocrómica o hipocrómica, leucopenia y trombocitopenia son síntomas hematológicos no específicos
  - Suelen ser frecuentes hipertrigliceridemia e hipercolesterolemia.

Portadores.
Los análisis bioquímicos no pueden emplearse para determinar si un individuo es portador.

### Pruebas genéticas moleculares
Actualmente, SLC7A7 es el único gen cuya mutación se sabe que causa IPL, de modo que las pruebas moleculares se realizan en torno a él. Algunas de las que se realizan son el análisis de secuencia, en el que se identifica el alelo causante; el análisis de la mutación diana y análisis de deleción/ duplicación, aunque este último se utiliza únicamente en investigación.

## Tratamiento

### De los síntomas
- Crisis hiperamonemicas agudas: se recomienda la administración por vía intravenosa de cloruro de arginina y drogas como benzoato de sodio o fenilacetato de sodio para bloquear la producción de amonio, reducción del exceso de nitrógeno en la dieta y proporcionar energía en forma de carbohidratos para reducir el catabolismo.
- A largo plazo: restricción de proteínas en la dieta, suplementación oral con citrulina y fármacos quelantes de nitrógeno, L-lisina-HCl y carnitina.

### Prevención de las manifestaciones primarias
Se recomienda restricción proteica y administración de citrulina y fármacos quelantes de nitrógeno.

### Prevención de las complicaciones secundarias
Vacunación contra la varicela en aquellos que no tengan historial previo de varicela o varicela zóster.

### Seguimiento
Es necesario hacer seguimiento de las concentraciones plasmáticas de aminoácidos para identificar las deficiencias de los aminoácidos secundarios esenciales para la dieta de restricción proteica, así como las concentraciones de amonio en sangre durante el ayuno. Hay que prestar especial atención a signos de hiperamonemia y excreción de ácido orótico en la orina. Es recomendable evaluar la función renal periódicamente y la afección pulmonar.

### Situaciones a evitar
Restricción proteica completa durante más de 24-48h.

### Tests para los casos de riesgo
Pruebas genéticas moleculares o bioquímicas para el diagnóstico temprano y para tratamiento de familiares en riesgo.
- Datos: Q3153671